# Alyth Burn
Der Alyth Burn, auch Burn of Alyth, ist ein Fluss in den schottischen Council Area Perth and Kinross.

## Beschreibung
Der Alyth Burn entspringt am Westrand des Forest of Alyth, ein einst königlicher Jagdforst. Er durchfließt eine weitgehend unbesiedelte Region nahe der Ostgrenze von Perth and Kinross beziehungsweise der traditionellen Grafschaft Perthshire. Der Alyth Burn fließt zunächst nach Südosten ab und dreht auf dem letzten Drittel nach Osten. Mit der Ortschaft Alyth durchfließt der Alyth Burn rund vier Kilometer vor seiner Mündung die einzige Ortschaft entlang seines Laufs. Der Fluss mündet nach 18,94 Kilometern von rechts in den Isla, der schließlich über den Tay in die Nordsee entwässert. Sein Einzugsgebiet umfasst 32 Quadratkilometer, wovon 47 % als Grasland ausgewiesen sind. Es erstreckt sich entlang eines schmalen Tals zwischen den Einzugsgebieten des Islas im Osten und des Erichts im Westen. Der höchste Punkt des Einzugsgebiets liegt auf 460 Metern Höhe.
Westlich von Alyth durchfließt der Alyth Burn die bewaldete Klamm Den o’Alyth. Diese ist durch einen Wanderpfad erschlossen.

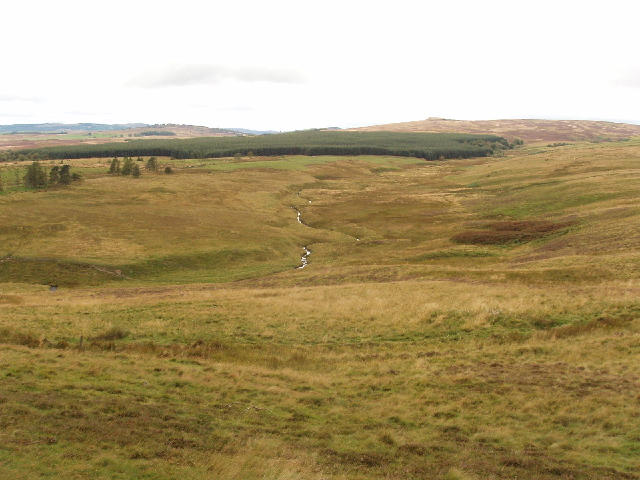
Oberlauf mit dem Forest of Alyth im Hintergrund
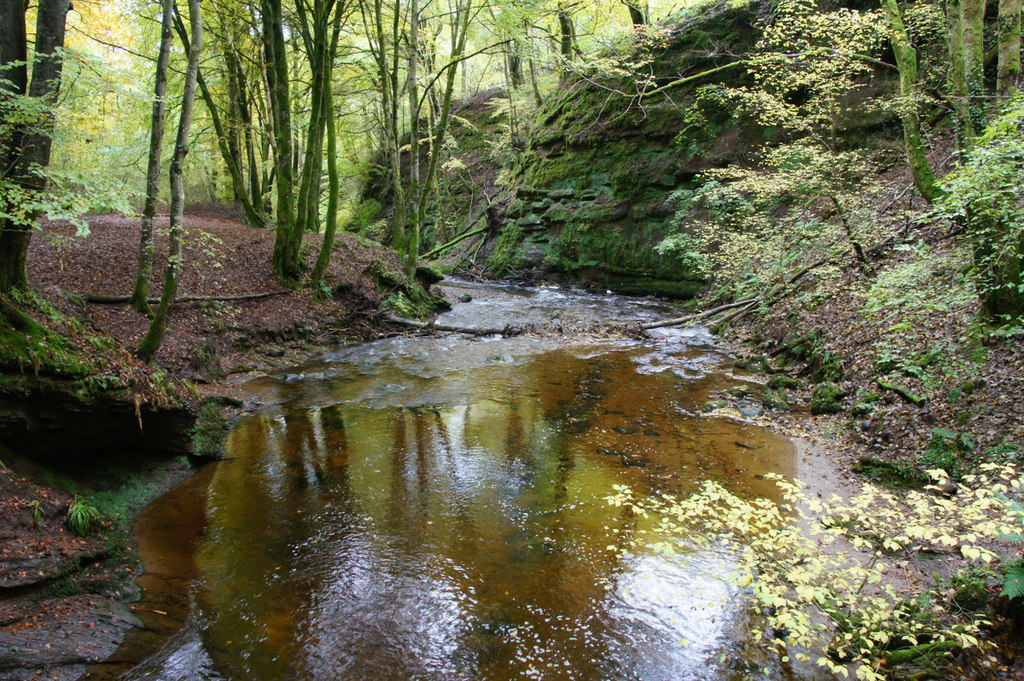
Den o’Alyth
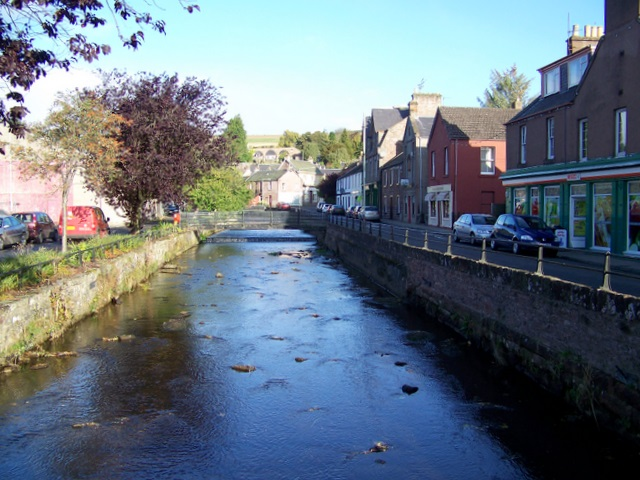
Der Alyth Burn in Alyth

## Umgebung
Direkt nördlich der Mündung stehen die Ruinen von Inverquiech Castle, das möglicherweise Alexander II. im 13. Jahrhundert errichten ließ, am Isla-Ufer. Oberhalb von Alyth passiert der Alyth Burn die Villa Craigellie House nahe dem linken Ufer. Weiter flussaufwärts steht das Tower House Bamff House nahe dem linken Ufer.
Zwischen Alyth und der Mündung überspannen mit der Mill of Quiech Bridge, der Bridge of Ruim, der Balloch Bridge und der Pitcrocknie Bridge (Querung der B954) vier denkmalgeschützte Brücken den Alyth Burn. In Alyth queren die Old Packbridge, die Bamff Road Bridge und die Brücke der B952 den Fluss. Bei Craigellie House überspannt die Bridge of Tully den Fluss mit einem Segmentbogen.

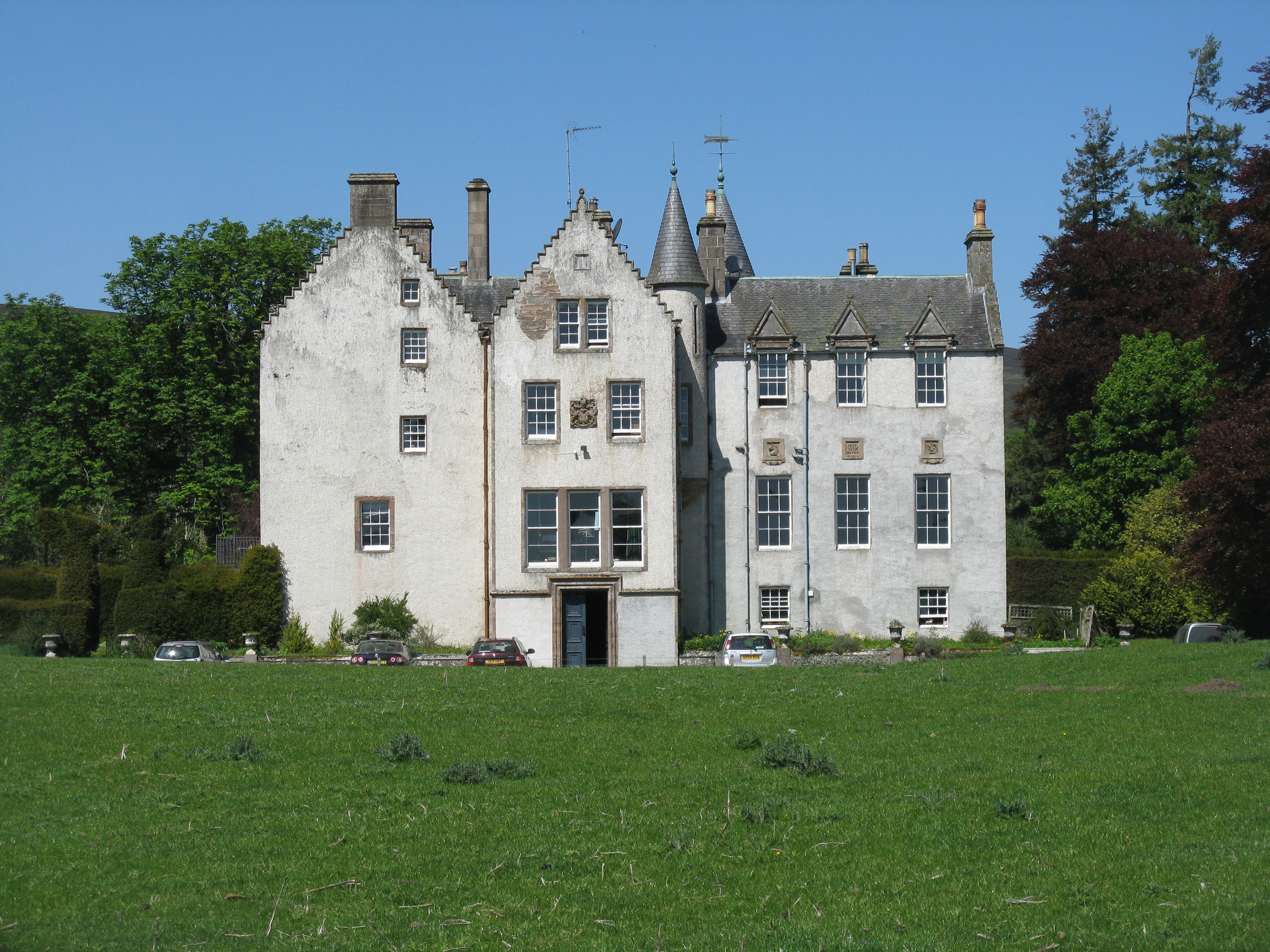
Bamff House
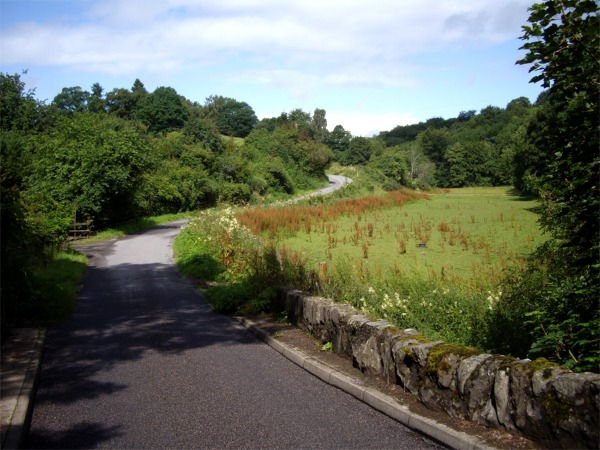
Bridge of Tully
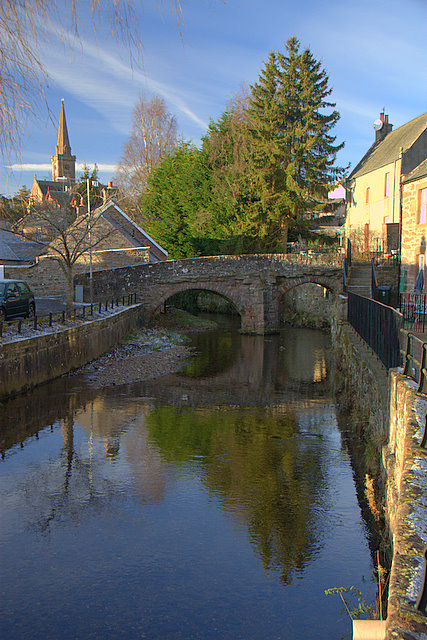
Old Packbridge